# Pampusana
Pampusana är ett släkte med fåglar i familjen duvor inom ordningen duvfåglar. Släktet omfattar 13–14 arter, varav tre utdöda i modern tid, som förekommer från Små Sundaöarna till öar i Stilla havet:
- Wetarmarkduva (P. hoedtii)
- Vitbröstad markduva (P. jobiensis)
- Karolinermarkduva (P. kubaryi)
- Tuamotumarkduva (P. erythropterus)
- Marianermarkduva (P. xanthonurus)
- Norfolkmarkduva (P. norfolkensis) – utdöd
- Söderhavsmarkduva (P. stairi)
- Santacruzmarkduva (P. sanctaecrucis)
- Tannamarkduva (P. ferrugineus) – utdöd
- Salomonmarkduva (P. salamonis) – utdöd
- Marquesasmarkduva (P. rubescens)
- Gråbröstad markduva (P. beccarii)
  - P. b. johannae – urskiljs som egen art av Birdlife International
- Palaumarkduva (P. canifrons)

Ytterligare tre arter dog ut under holocen:
- Hendersonmarkduva (P. leonpascoi)
- Jättemarkduva (P. nui)
- Långbent markduva (P. longitarsis)

Arterna placerades tidigare i släktet Gallicolumba. Studier visar dock att dessa inte är varandras närmaste släktingar, där vissa står närmare australiensiska duvor som Geopelia. Dessa har därför lyfts ut till ett eget släkte, initialt Alopecoenas men Pampusana har visat sig ha prioritet.